# 9742 Worpswede
9742 Worpswede è un asteroide della fascia principale. Scoperto nel 1987, presenta un'orbita caratterizzata da un semiasse maggiore pari a 3,2042995 UA e da un'eccentricità di 0,0991247, inclinata di 4,58705° rispetto all'eclittica.
Il nome deriva dalla località tedesca di Worpswede, a nord est di Brema, nota perché dal 1889 ospita una comunità di artisti.